# Oleksandra Tymoshenko

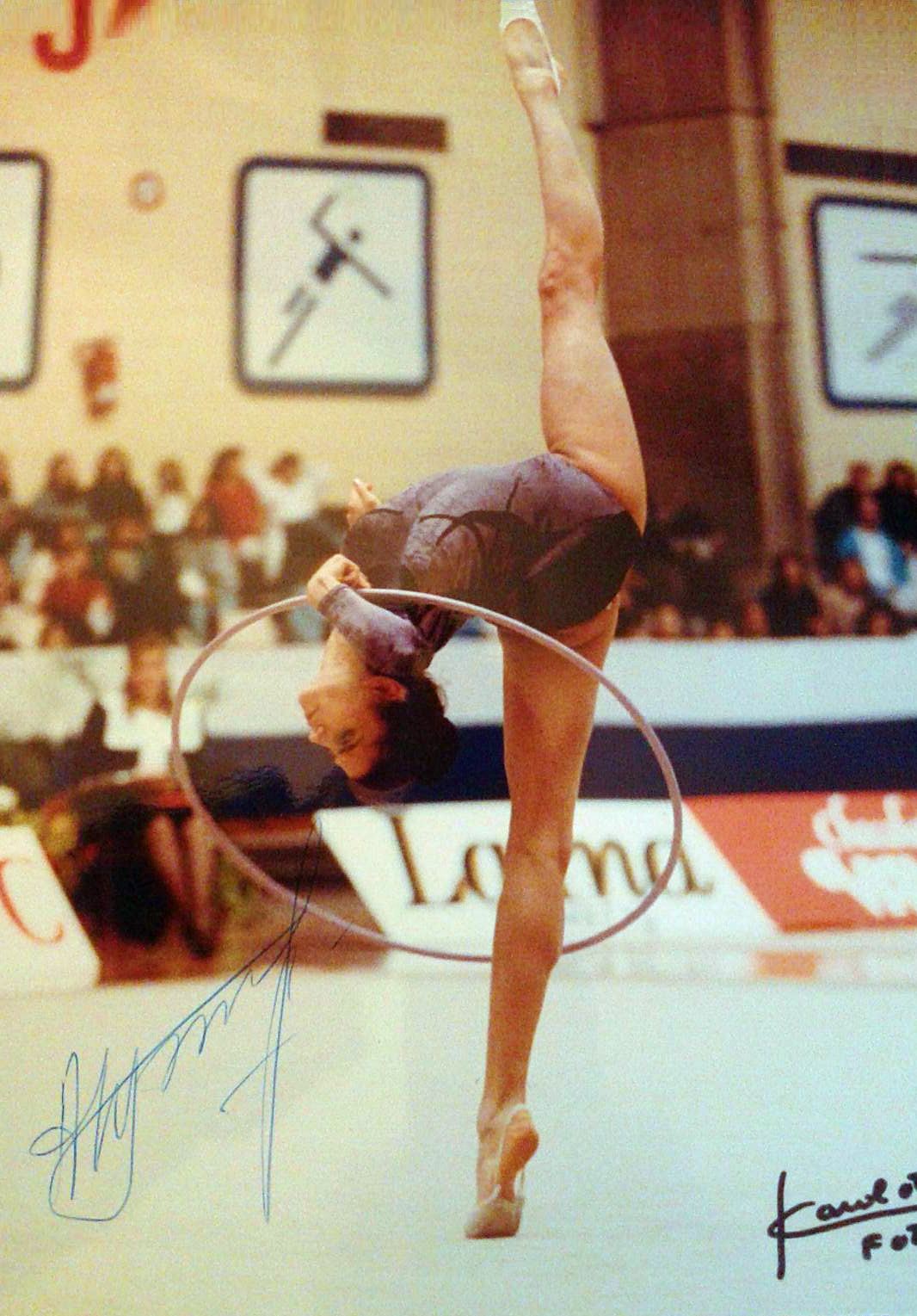
Alexandra Timoshenko durante o torneio pré-olimpico de Alicante em 1992.

Alexandra Timoshenko (Boguslasv, 18 de fevereiro de 1972) é uma ex-ginasta ucraniana, que competiu em provas da ginástica rítmica. Bimedalhista olímpica, Timoshenko conquistou ao longo de sua carreira doze medalhas em edições do Mundial, sendo dez delas, de ouro.
Alexandra iniciou no desporto aos oito anos de idade, no clube Deruigins. Em 1988, aos dezesseis, nos Jogos Olímpicos de Seul, conquistou a medalha de bronze na disputa individual. Quatro anos mais tarde, em Barcelona 1992, competindo pela Equipe Unificada, tornou-se a primeira ginasta rítmica a conquistar duas medalhas olímpicas, ao encerrar a competição geral medalhista de ouro. Encerrada  a carreira como ginasta, passou a trabalhar como treinadora da modalidade.